# Рейнджери армії США

Нашивка рейнджерів

Ре́йнджери (від англ. Ranger — «єгер», «блукач») — спеціально тренований особовий склад Сил спеціальних операцій армії США призначений для проведення спеціальних операцій на будь-якій глибині в тилу противника із завданнями ведення розвідки, диверсій і зриву операцій, що проводяться противником. Сучасні рейнджери належать до 75-го полку рейнджерів армії США.
Глибина і тривалість операцій рейнджерів обмежені засобами доставки їх до місця виконання завдання, а також можливістю їх забезпечення. Крім того, ці невеликі підрозділи, за оцінкою командування Армії США, найефективніші при діях проти партизанських формувань. Рейнджери беруть участь у повітряно-десантних і аеромобільних операціях, у тому числі по постачанню підрозділів, здійснюють тривалі розвідувальні або диверсійні дії в тилу противника, дії із засідок, проникнення в тил противника з використанням невеликих плавзасобів, проникнення в тил противника з боку моря з подоланням урвистого берега, контрпартизанські дії. Проводити такі операції можуть не лише батальйони рейнджерів, але й загальновійськові підрозділи, спеціально підготовлені випускниками курсів рейнджерів, які створені в армії США.